# Marc Bossuyt
Marc, Joseph, Marie, baron Bossuyt, né le 9 janvier 1944 à Gand, est un professeur de droit, haut fonctionnaire et magistrat belge.

## Études
Il est docteur en droit de l'université de Gand, diplômé de relations internationales de l'université Johns-Hopkins (campus de Bologne), diplômé de droit international et de droit comparé des droits de l'homme (Strasbourg) et docteur en science politique de l'université de Genève.
Pendant ses études il était membre de la Conférence Olivaint de Belgique.

## Carrière
- Professeur à l'université d'Anvers (1973-2007)
- Membre et président de la « Sous-commission des Nations unies de la promotion et de la protection des droits de l'homme » (entre 1981 et 2006)
- Représentant de la Belgique (1986-1991) et président (1989) de la « Commission des droits de l’homme des Nations unies »
- Membre du « Comité des Nations unies sur l'élimination de la discrimination raciale » (2000-2003)
- Commissaire général aux réfugiés et aux apatrides (1987-1997)
- Membre de la Cour permanente d’arbitrage à La Haye (depuis 2004)
- Juge à la Cour constitutionnelle de Belgique depuis 1997, élu président (néerlandophone) à partir du 9 octobre 2007

En 2018, il est nommé expert par le gouvernement belge dans le dossier du Pacte migratoire.

## Distinctions
- 2007 :  Grand-croix de l'ordre de la Couronne de Belgique
- 2010 : Concession de noblesse héréditaire avec le titre personnel de baron[2]
- 2011 : docteur honoris causa de l'université de Hasselt[3]
- 2013 :  Grand cordon de l'ordre de Léopold

## Publications
- Grondlijnen van internationaal recht, 2005, Larcier-Intersentia,  (ISBN 9789050951517) (met Jan Wouters)
- Policy Within and Through Law, 2015, Maklu Pub,  (ISBN 9789046607183) (met Koen Lenaerts en Boudewijn Bouckaert)
- International Human Rights Protection, 2016, Intersentia,  (ISBN 9781780684000)
- Droit d'asile : louvoyer entre démagogie et hypocrisie, 2023, Éditions L'Harmattan,  (ISBN 9782140346248)[4]